# Ведастра
Ведастра (рум. Vădastra) — комуна у повіті Олт в Румунії. До складу комуни входить єдине село Ведастра.
Комуна розташована на відстані 151 км на південний захід від Бухареста, 62 км на південь від Слатіни, 68 км на південний схід від Крайови.

## Населення
За даними перепису населення 2002 року у комуні проживали 3715 осіб.
Національний склад населення комуни:
| Національність | Кількість осіб | Відсоток |
| -------------- | -------------- | -------- |
| румуни         | 3692           | 99,4%    |
| цигани         | 23             | 0,6%     |

Рідною мовою назвали:
| Мова      | Кількість осіб | Відсоток |
| --------- | -------------- | -------- |
| румунська | 3706           | 99,8%    |
| циганська | 9              | 0,2%     |

Склад населення комуни за віросповіданням:
| Релігія       | Кількість осіб | Відсоток |
| ------------- | -------------- | -------- |
| православні   | 3711           | 99,9%    |
| римо-католики | 1              | < 0,1%   |
| п'ятдесятники | 1              | < 0,1%   |
| адвентисти    | 1              | < 0,1%   |
| атеїсти       | 1              | < 0,1%   |

## Зовнішні посилання
- Дані про комуну Ведастра на сайті Ghidul Primăriilor [Архівовано 11 жовтня 2010 у Wayback Machine.]